# کودو-کای
کودو-کای (به ژاپنی: 工藤會، Kudō-kai)، یک گروه یاکوزا است که مقر آن در کیتاکیوشو، فوکوئوکا در کیوشو جزیره ژاپن است. این گروه حدود ۲۰۰ عضو فعال دارد.